# سیاه‌مشق (مجموعه شعر)
سیاه‌مشق مجموعهٔ شعرهای سبکِ کهنِ هوشنگ ابتهاج است که نخستین بار با مقدّمه‌های محمّدحسین شهریار و مرتضی کیوان منتشر شد. بعضی از شناخته‌ترین سروده‌های ابتهاج، مانندِ «در کوچه‌سار شب»، در این مجموعه است. واپسین ویراستِ این مجموعه پس از مرگِ شاعر در کتابِ سه کتاب (۱۴۰۳) نیز آمد.